# Зирянське сільське поселення (Зирянський район)
Зиря́нське сільське поселення (рос. Зырянское сельское поселение) — сільське поселення у складі Зирянського району Томської області Росії.
Адміністративний центр — село Зирянське.
Населення сільського поселення становить 7645 осіб (2019; 8837 у 2010, 10006 у 2002).

## Склад
До складу сільського поселення входять:
| Населений пункт       | Населення, осіб (2002) | Населення, осіб (2010) |
| --------------------- | ---------------------- | ---------------------- |
| Берлінка, село        | 696                    | 641                    |
| Богословка, село      | 644                    | 557                    |
| Зирянське, село       | 6267                   | 5632                   |
| Красноярка, село      | 354                    | 267                    |
| Причулимський, селище | 772                    | 696                    |
| Семеновка, село       | 690                    | 564                    |
| Циганово, село        | 583                    | 480                    |